# República Socialista Soviética de Abjasia
La República Socialista Soviética de Abjasia (en ruso: Социалисти́ческая Сове́тская Респу́блика Абха́зия; en abjasio: Социалисттә Советтә Республика Аҧсны; en georgiano: აფხაზეთის საბჭოთა სოციალისტური რესპუბლიკა) fue una república de la Unión Soviética, de corta duración, que cubrió el territorio de Abjasia en la región del Cáucaso, que existió desde el 31 de marzo de 1921 hasta el 19 de febrero de 1931. Su conformación se produjo tras la llegada del Ejército Rojo a Georgia en 1921, conservó su independencia hasta el 16 de diciembre de 1921 cuando aceptó un tratado que la unía con la República Socialista Soviética de Georgia (RSS de Georgia). La RSS de Abjasia era similar a una república soviética autónoma, aunque conservaba la independencia nominal de Georgia y se le otorgaban ciertas características que solo tenían las plenas repúblicas de la unión, como sus propias unidades militares. A través de su condición de «república contractual» con Georgia, Abjasia se unió a la República Socialista Federativa Soviética de Transcaucasia, que unió a las RSS de Armenia, Azerbaiyán y Georgia en una unidad federal cuando esta última se formó en 1922. La República Socialista Soviética de Abjasia fue abolida en 1931 y reemplazada por la República Socialista Soviética Autónoma de Abjasia dentro de la RSS de Georgia.
Durante su existencia, la República Socialista Soviética de Abjasia estuvo dirigida por Nestor Lakoba, quien se desempeñó oficialmente como presidente del Consejo de Comisarios del Pueblo. Debido a la estrecha relación de Lakoba con el líder soviético Iósif Stalin, la colectivización se retrasó hasta que Abjasia se incorporó a Georgia. Abjasia siguió siendo un importante productor de tabaco durante esta época, con más de la mitad de la producción de la URSS. También producía otros productos agrícolas, como té, vino y frutas cítricas, lo que llevó a Abjasia a ser una de las regiones más ricas de la Unión Soviética. Su clima subtropical también lo convirtió en un destino de vacaciones principal, con Stalin y otros líderes soviéticos propietarios de dachas (casas de vacaciones) en la región, quienes pasaban un considerable tiempo allí.
Abjasia, una región étnicamente diversa, estaba dirigida nominalmente por el pueblo abjasio, que representaban menos del 30 % de la población. Otros grupos importantes incluían a georgianos, armenios, griegos y rusos. Aunque no formaban una mayoría, los abjasios fueron muy favorecidos y el idioma abjasio se promovió como resultado de la política de korenización de la época. A través de estas políticas se promovió una identidad nacional abjasia, lo que condujo al surgimiento del nacionalismo abjasio. Aunque la república fue degradada en 1931, el pueblo abjasio no olvidó su anterior existencia. Con el advenimiento del glásnost y la perestroika a fines de la década de 1980, los líderes abjasios pidieron que su estado se reformara y se separara de Georgia, citando a la República Socialista Soviética de Abjasia como precedente. Esto los llevó a restaurar la constitución de la República Socialista Soviética de Abjasia de 1925, lo que condujo a la guerra de 1992-1993 entre los abjasios y Georgia, y al actual conflicto georgiano-abjasio.

## Historia

### Antecedentes
El Imperio ruso se anexionó Abjasia a principios del siglo XIX y ya había consolidado su autoridad sobre la región en 1864. Reacias a crear unidades etnoterritoriales, las autoridades rusas incorporaron la región a la Gobernación de Kutaisi. Las transferencias de población a gran escala alteraron radicalmente la composición étnica de Abjasia, con miles de personas de etnia abjasia expulsadas y reemplazadas por otras personas de etnia mingreliana. Después de la Revolución de Febrero de 1917, que puso fin al Imperio ruso, el status de Abjasia quedó en disputa y no se definió. Libre del dominio ruso, se consideró la unión a la República de las Montañas del Cáucaso Septentrional en 1917, pero finalmente se decidió no hacerlo debido a la distancia entre Abjasia y el resto de los grupos involucrados. En febrero de 1918, bolcheviques abjasios intentaron crear una comuna —un sistema similar al de los sóviets que se estaban formando en Rusia—, pero no tuvieron éxito y los líderes bolcheviques, Yefrem Eshba y Nestor Lakoba, huyeron. En consecuencia, se formó el Consejo Popular Abjasio (CPA) que controló efectivamente la región. Sin embargo, en mayo de 1918, al formarse la República Democrática de Georgia, se anexó Abjasia al considerarse una parte integrante de su territorio, aunque nunca se estableció completamente el control de la región y se permitió que la CPA la gobernase hasta la llegada de los bolcheviques en 1921.
La constitución georgiana, proclamada tras la invasión de Georgia por el Ejército Rojo en febrero de 1921, confirmaba el estado de Abjasia, pues en su artículo 107 garantizaba a «Abjazeti (distrito de Sujum)» la autonomía para «la administración de sus asuntos», pero nunca se determinó la naturaleza de tal autonomía. Según el historiador Timothy Blauvelt, esto tuvo un legado duradero en la región porque marcó la primera vez en la historia moderna que Abjasia se definió como una entidad geográfica distinta.

### Formación
El 15 de febrero de 1921, el Ejército Rojo invadió Georgia y la invasión de Abjasia se produjo dos días después. Eshba y Lakoba regresaron a Abjasia antes de la invasión y formaron un Comité Revolucionario (Revkom) en preparación para un gobierno bolchevique. Sujumi, la capital, fue capturada el 4 de marzo. Mientras los combates en Georgia continuaban, el Revkom, que no esperaba ser la única autoridad sobre Abjasia, aprovechó la confusión y decidió declarar a Abjasia una república independiente. Enviaron un telegrama a Moscú pidiendo consejo sobre cómo proceder y sugirieron unirse a la República Socialista Federativa Soviética de Rusia, pero Sergó Ordzhonikidze —un destacado bolchevique y líder del Buró del Cáucaso (Kavbiuro)— rechazó la idea. Como resultado, el 31 de marzo de 1921 declaró que «a voluntad de los trabajadores nace una nueva República Socialista Soviética de Abjasia». Esto convirtió a Abjasia en una república nominalmente independiente con el entendimiento tanto de los lados abjasio como georgiano de que eventualmente Abjasia se uniría a la recién formada república socialista soviética de Georgia (RSS de Georgia). Hasta entonces se consideraba que estaba completamente desvinculada de Georgia y se la trataba como tal. El Revkom de Georgia, el órgano de gobierno de la república socialista soviética de Georgia, dio la bienvenida a Abjasia en un telegrama el 21 de mayo de 1921 y declaró que la forma de las relaciones debería resolverse durante los primeros Congresos de Trabajadores de ambas repúblicas.

### Situación política

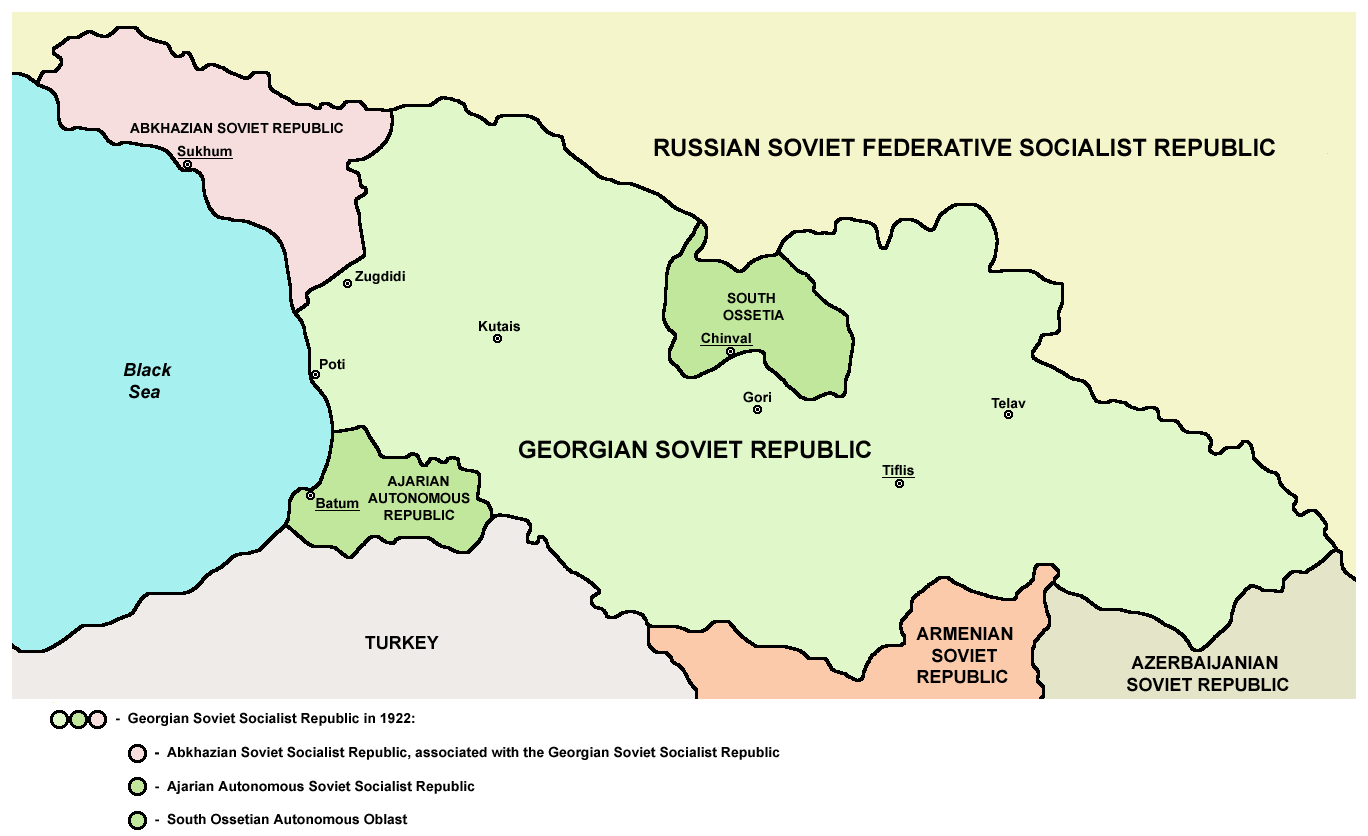
La república socialista soviética de Georgia tal como surgió en 1922. La República Socialista Soviética de Abjasia aparece de color rosado.

El Revkom de Abjasia, en una posición de poder, se mostró reacio a programar un congreso para determinar el futuro estado de Abjasia porque significaría renunciar al control de la región. El Kavbiuro obligó al Revkom a actuar y las negociaciones para un tratado entre Abjasia y Georgia comenzaron en octubre de 1921. Lo que dio como resultado un tratado de dos artículos, firmado el 16 de diciembre de 1921:

1. La RSS Georgia y la RSS de Abjasia entran en unión política, militar y económico-financiera
2. Para cumplir con el objetivo antes mencionado ambos gobiernos declaran la fusión de los siguientes Comisariados: a) militar, b) finanzas, c) agricultura popular, d) correos y telégrafos, e) ChKa, f) RKI, g) Comisariado Popular de Justicia, y h) [Comisariado de] Transporte Marítimo.
Tratado de Unión entre la república socialista soviética de Georgia y la República Socialista Soviética de Abjasia

El tratado unificó a los dos estados, dejando a Abjasia como una «república contractual» nominalmente subordinada a Georgia. El estado especial de Abjasia dentro de Georgia se reforzó en la constitución georgiana de 1922, que mencionaba el «tratado especial de unión» entre las dos. La constitución abjasia de 1925 señaló que estaba unida con Georgia «sobre la base de un tratado especial». El 13 de diciembre de 1922, mientras estaba unida a Georgia, Abjasia se unió a la República Socialista Federativa Soviética de Transcaucasia (RSFST), junto con Armenia y Azerbaiyán. Esta nueva federación se creó con fines económicos, pero en realidad se hizo para consolidar el disputado control soviético sobre la región. Abjasia fue tratada principalmente como una región autónoma de Georgia, aunque a diferencia de otros estados autónomos de la Unión Soviética, tenía sus propios símbolos nacionales —una bandera y un escudo de armas— y unidades de un ejército nacional, un derecho que solo se otorgaba a las repúblicas plenas. En la constitución de 1925 se especificó que el escudo de armas estaba «compuesto por una hoz y un martillo de oro sobre un fondo de paisaje abjasio con la inscripción en idioma abjasio de 'RSS Abjasia'». Esto se modificó ligeramente en 1926, cuando el lema de la república, y en toda la Unión Soviética, pasó a ser «¡Proletarios de todos los países, uníos!»; escrito en abjasio, georgiano y ruso, aunque anteriormente solo se había escrito en abjasio. También tenía su propia constitución, creada el 1 de abril de 1925, otro derecho concedido únicamente a las repúblicas plenas.
La unión con Georgia no fue popular entre la población o el liderazgo abjasio; también fue mal recibida en Georgia, donde los bolcheviques lo consideraron una estratagema para desviar la hostilidad georgiana contra las autoridades de Moscú hacia los abjasios, ya que los georgianos eran uno de los grupos más hostiles hacia los bolcheviques. Como la única «república contractual» en la URSS, el estado exacto de la República Socialista Soviética de Abjasia preocupaba a las autoridades soviéticas y georgianas, que no querían que otras regiones exigieran un estado similar. Para resolver esto, se decidió degradar Abjasia y, el 19 de febrero de 1931, se proclamó la república socialista soviética autónoma de Abjasia, subordinada a la república socialista soviética de Georgia sin dejar de ser miembro de la RSFST. La medida fue recibida con protestas públicas, las primeras a gran escala en Abjasia contra las autoridades soviéticas.

## Política

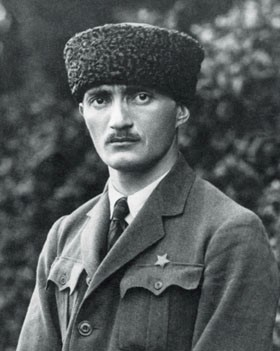
Néstor Lakoba, líder de facto de Abjasia desde 1921 hasta su muerte en 1936. Jugó un papel decisivo en la creación de la RSS de Abjasia.

El presidente del Revkom de Abjasia Yefrem Eshba controló Abjasia hasta que se pudiera establecer un organismo más estable. El 17 de febrero de 1922 se estableció el Consejo de Comisarios del Pueblo y Néstor Lakoba fue elegido su presidente, que se convirtió en el jefe de gobierno de la república; esto era una formalidad para Lakoba, que había estado efectivamente en control de Abjasia desde que los bolcheviques tomaron el control en 1921. Lakoba y Eshba, destacados bolcheviques después de la Revolución rusa, encabezaron dos fallidos intentos de apoderarse de Abjasia en febrero y abril de 1918. Después de que el último intento fracasara, ambos huyeron y solo regresaron en marzo de 1921 después de que se consolidara el control bolchevique; Eshba pronto fue trasladado a otras posiciones, dejando solo a Lakoba como jefe de Abjasia.
Lakoba efectivamente controlaba Abjasia y su condición de líder supremo de la república nunca fue cuestionada ni desafiada. Se resistió a muchas de las políticas represivas que se estaban implementando en otras partes de la Unión Soviética, incluida la colectivización.

## Economía
Durante la era soviética, Abjasia fue un importante productor de tabaco y, en la década de 1930, abastecía hasta el 52% de todas las exportaciones de tabaco de la URSS. Otros productos agrícolas; como té, vino y frutos cítricos —especialmente mandarinas— se produjeron en grandes cantidades, lo que convirtió a esta república en una de las regiones más prósperas del país y considerablemente más rica que Georgia. Según el académico Donald Rayfield, la exportación de estos recursos hizo que la región fuese «una isla de prosperidad en un Cáucaso devastado por la guerra». También se construyeron varias fábricas en la región como parte del desarrollo general de la Unión Soviética, aunque tuvieron menos impacto en la fuerza económica general de la república.
Abjasia también era apreciada como un importante destino vacacional tanto para la élite soviética como para la población en general. Stalin la visitó anualmente durante la década de 1920 y se le unieron sus asociados del Kremlin, quienes aprovechaban este tiempo para ganarse su confianza. Como anfitrión esto le permitió mantener su posición dominante sobre la república. Esto fue más evidente cuando Lakoba se negó a implementar la colectivización, argumentando que no había kulaks (campesinos ricos) en el estado. Esta política fue defendida por Stalin, quien dijo que la política anti-kulaks no «tomó en cuenta las peculiaridades específicas de la estructura social abjasia y cometió el error de transferir mecánicamente los modelos rusos de ingeniería social a suelo abjasio». La colectivización se llevó a cabo por primera vez después de que Abjasia fuera degradada en 1931 y se implementó por completo en 1936 después de la muerte de Lakoba. Durante toda la existencia de la república, el rublo soviético fue la moneda oficial.

## Demografía
La demografía de Abjasia cambió considerablemente en las décadas posteriores a su anexión por la Rusia imperial, por lo que era una región étnicamente diversa. Hasta 100 000 abjasios habían sido deportados a finales del siglo xix, principalmente al Imperio otomano. Cuando se formó la República Socialista Soviética de Abjasia, la etnia abjasia comprendía menos del 30 por ciento de la población. La política de korenización (nativización) implementada durante esta época, que consistía en promover los grupos minoritarios dentro de la URSS, hizo aumentar el número de abjasios: entre 1922 y 1926, la etnia abjasia creció aproximadamente un 8 %, mientras que el número de personas de etnia georgiana se redujo en 6 %. Así, según el censo soviético de 1926, el único censo realizado durante la existencia de la república socialista soviética, el número de personas de etnia abjasia llegó a alrededor del 28 % de la población total (que ascendía a 201 016), mientras que el número de georgianos era de alrededor del 36 %. Otros grupos étnicos importantes contados en el censo de 1926 fueron los armenios que representaban el 13 %, los griegos el 7 % y los rusos el 6 %.
El alfabeto utilizado para el idioma abjasio se modificó durante la época de la RSS de Abjasia. Bajo la korenización, los abjasios no eran considerados uno de los pueblos «avanzados» por la URSS y, por lo tanto, vieron un mayor enfoque en su idioma nacional y desarrollo cultural. Como parte de estas políticas, el abjasio —junto con muchos otros idiomas regionales de la URSS— se latinizó en 1928, alejándolo del alfabeto cirílico original. Se hizo hincapié en el desarrollo de la cultura abjasia, que fue fuertemente promovida y financiada. Para promover esto, se creó una Sociedad Científica de Abjasia en 1922, mientras que se fundó una Academia de Lengua y Literatura de Abjasia en 1925.
El artículo 8 de la constitución de Abjasia de 1925 reconocía tres idiomas como oficiales: el abjasio, el ruso y el georgiano; dada la multitud de grupos étnicos en Abjasia. Mientras que una enmienda posterior declaró que «todas las nacionalidades que pueblan la RSS de Abjasia tienen garantizado el derecho al libre desarrollo y uso de la lengua materna tanto en organismos nacionales-culturales como en organismos estatales en general». La mayoría de la población no entendía el abjasio, por lo que el ruso era el idioma predominante de gobierno, mientras que los pueblos locales usaban el idioma que predominaba allí.

## Legado
El estado exacto de Abjasia como una «república contractual» nunca se aclaró durante su existencia, y el historiador Arsène Saparov ha sugerido que incluso los funcionarios en ese momento no sabían lo que significaba la frase. Este estado tenía un significado simbólico para el pueblo abjasio que alguna vez tuvo, al menos en teoría, un estado independiente. Con el advenimiento del glásnost y la perestroika en la década de 1980, comenzaron los llamamientos para que Abjasia recuperara su condición. Una asamblea en Lyjny en 1989 pidió a las autoridades soviéticas que hicieran de Abjasia una república plena de la unión, alegando que la República Socialista Soviética de Abjasia era un precedente para esta medida. Cuando Abjasia declaró su independencia en 1990, solicitó la restauración de la constitución de 1925, que llamaba a Abjasia y Georgia a unirse, permitiendo la posibilidad de una futura unión entre los dos estados. La restauración de la constitución de 1925 fue un pretexto para la guerra de 1992-1993 y la consiguiente disputa sobre la independencia de Abjasia, que ha llevado a que Abjasia sea de facto independiente de Georgia desde 1992.